# Laius palauensis
Espèce
Laius palauensis est une espèce de coléoptères de la famille des Melyridae. Elle a été décrite par W. Wittmer en 1970.